# هرنان مونتينيغرو
هرنان مونتينيغرو (بالإسبانية: Hernán Montenegro)‏ مواليد 10 أغسطس 1966 في باهيا بلانكا، بوينس آيرس، هو لاعب كرة سلة أرجنتيني معتزل. تم اختياره من قبل فريق فيلادلفيا سفنتي سيكسرز خلال الدرافت. لعب في دوري كرة السلة الوطني الأرجنتيني كلاعب وسط.

## المسيرة الاحترافية
لعب مع أوليمبو في سنة 1986، ثم لعب مع يونيون في الدوري الأرجنتيني في سنة 1987، ثم لعب مع بريشا في سنة 1992، ثم لعب مع جيمناسيا إيسغريما دي كومودورو ريفادافيا في الدوري الأرجنتيني في موسم 1994–95.

## روابط خارجية
- هرنان مونتينيغرو على موقع الاتحاد الدولي لكرة السلة (الإنجليزية)
- هرنان مونتينيغرو على موقع سبورتس رفرنس (الإنجليزية)
- هرنان مونتينيغرو على موقع كرة السلة الأوروبية.كوم (الإنجليزية)
- هرنان مونتينيغرو على موقع كلية كرة السلة في سبورتس رفرنس.كوم (الإنجليزية)